# Championnat d'Europe masculin de volley-ball des moins de 19 ans
Le championnat d'Europe masculin de volley-ball des moins de 19 ans est une compétition de volley-ball ayant lieu tous les deux ans depuis 1995. Elle est organisée par la Confédération européenne de volley-ball.

## Palmarès
| Année | Lieu               | Champion | Finaliste | Troisième          | Quatrième          |
| ----- | ------------------ | -------- | --------- | ------------------ | ------------------ |
| 1995  | Barcelone          | Russie   | Italie    | Pologne            | France             |
| 1997  | Púchov             | Italie   | Grèce     | Pologne            | République tchèque |
| 1999  | Gdańsk             | Russie   | Allemagne | République tchèque | Pologne            |
| 2001  | Liberec            | Russie   | Pologne   | France             | Italie             |
| 2003  | Zagreb             | Russie   | Pologne   | Italie             | Allemagne          |
| 2005  | Riga               | Pologne  | France    | Italie             | Slovaquie          |
| 2007  | Vienne, Krems      | France   | Pologne   | Belgique           | Russie             |
| 2009  | Rotterdam          | France   | Serbie    | Russie             | Pologne            |
| 2011  | Ankara             | Serbie   | France    | Russie             | Bulgarie           |
| 2013  | Laktaši / Belgrade | Russie   | Pologne   | Belgique           | Finlande           |
| 2015  | Izmit, Adapazarı   | Pologne  | Italie    | Turquie            | Allemagne          |

## Tableau des médailles
| Rang | Pays               | Médaille d'or, Europe | Médaille d'argent, Europe | Médaille de bronze, Europe | Total |
| 1    | Russie             | 5                     | 0                         | 2                          | 7     |
| 2    | Pologne            | 2                     | 4                         | 2                          | 8     |
| 3    | France             | 2                     | 2                         | 1                          | 5     |
| 4    | Italie             | 1                     | 2                         | 2                          | 5     |
| 5    | Serbie             | 1                     | 1                         | 0                          | 2     |
| 6    | Allemagne          | 0                     | 1                         | 0                          | 1     |
| 6    | Grèce              | 0                     | 1                         | 0                          | 1     |
| 8    | Belgique           | 0                     | 0                         | 2                          | 2     |
| 9    | République tchèque | 0                     | 0                         | 1                          | 1     |
| 9    | Turquie            | 0                     | 0                         | 1                          | 1     |